# Судано-центральноафриканские отношения
Судано-центральноафриканские отношения — двусторонние дипломатические отношения между Суданом и Центральноафриканской Республикой. Протяжённость государственной границы между странами составляет 174 км (ранее была больше до выхода Южного Судана из состава единой страны).

## История
Отношения между государствами исторически враждебные. Эти две страны характеризует внутренняя нестабильность, милитаризация населения, межэтнические конфликты. Так, соседнее государство Чад разместило на своей территории 240 000 беженцев из Судана и порядка 45 000 беженцев из ЦАР.
Центральноафриканская Республика последовательно выступала против агрессивных методов Хартума по отношению к населению Южного Судана и Дарфура. С 1983 года ЦАР начала принимать беженцев из Судана, которые пересекли границу спасаясь от гражданской войны и оказывать помощь повстанческой группировке НАОС. Начиная с 1991 года большая часть границы Судана и Центральноафриканской Республики оказалась под контролем повстанцев НАОС. В 2004 году в ЦАР началась гражданская война, по некоторым данным Судан оказывал помощь повстанцам. Но поддержка ограничивалась предоставлением баз на своей территории, поставками оружия и логистикой. Несмотря на начавшуюся войну, территорию ЦАР не покинули 14 000 беженцев из Судана.
В 2014 году произошло некоторое потепление в отношениях между государствами. Судан выразил готовность сотрудничать с новыми властями ЦАР и оказать помощь в урегулировании внутреннего конфликта в этой стране.